# Otto IV van Weimar-Orlamünde
Otto IV van Weimar-Orlamünde (overleden tussen 15 mei en 20 augustus 1318) was van 1285 tot 1318 graaf van Weimar. Hij behoorde tot het huis Ascaniërs.

## Levensloop
Otto IV was de oudste zoon van graaf Otto III van Weimar-Orlamünde en Agnes van Truhendingen. Na de dood van zijn vader in 1285 erfde hij samen met zijn jongere broer Herman IV het graafschap Weimar. Beide broers bleven het graafschap gezamenlijk regeren tot aan Otto's dood in 1318.
Hij werd begraven in de Abdij van Himmelskron.

## Huwelijk en nakomelingen
Op 14 december 1296 huwde Otto met Adelheid (overleden tussen 1304 en 1305), dochter van graaf Günther VII van Käfernburg. Uit dit huwelijk werd een zoon geboren:
- Otto VI (1297-1340), graaf van Weimar-Orlamünde

Na de dood van zijn eerste vrouw huwde hij in 1308 met Catharina (overleden in 1322), dochter van landgraaf Hendrik I van Hessen. Uit dit huwelijk werd een dochter geboren:
- Elisabeth (overleden in 1362), huwde met graaf Hendrik X van Schwarzburg-Blankenburg-Arnstadt